# Lommiswil
Lommiswil is een gemeente en plaats in het Zwitserse kanton Solothurn en maakt deel uit van het district Lebern.
Lommiswil telt 1458 inwoners.